# Обивателі
Обивателі (пол. obywatele, рос. обыватели) — назва повноправних громадян у правових актах XVI ст. у Великому князівстві Литовському та в Королівстві Польському, знатних постійних мешканців повіту й воєводства. У XVII—XVIII ст. обивателями називали шляхтичів Речі Посполитої (у ВКЛ й в Короні). 
Це поняття відоме на Русі з середини XI століття. Член суспільства певної держави, котрий має певні права та обов'язки, зарезервовані законом. Обиватель (обивателька) є синонімом терміна підданий ('піддана).

## У Російській імперії
А у Російській імперії в XIX — початку XX століть так називали поміщиків, землевласників на теренах Білорусі, України, Литви та Польщі. Де обивателі у містах (рос. городские обыватели) поділялися на п'ять станових груп городян, що враховувалися в окремих розділах міської обивательської книги:
- почесні громадяни (особисті й спадкові)
- купецтво відповідно гільдії (місцеве та з інших міст),
- міщани або «посадські люди»,
- ремісники або «цехові люди»,
- робітники.

До періоду правління Петра I міськими обивателями в їх більш пізньому значенні (але без використання назви) були купці та «чорні міські люди», крім них в містах — також ще й «служиві люди».
До 1861 р. скасування кріпосного права розрізнялися сільські обивателі (рос. сельские обыватели):
- вільні сільські обивателі, до яких зараховувалися державні селяни різних найменувань — в тому числі однодворці, колоністи, вільні люди, половники, царани — незалежно від земель (казенних, власницьких, власних), на яких вони були оселені, а також вільні хлібороби;
- зобов'язані селяни, на землях поміщицьких (звільнені за законом 2 квітня 1842 р.) і в майоратних маєтках, наданих у західних губерніях, і
- люди кріпосного стану.

Котрих ділили на групи:
- селян і поселенців власників,
- селян тимчасово зобов'язаних.

В історії Росії взагалі це житель, що належить до податного стану.
У Міській грамоті 1785 р. було виокремлено міський стан з середовища інших міських обивателів, сліди якого залишалися в термінології законів Російської імперії до 1917 р., що вперше з'явилося в російському законодавстві з виданням Міської грамоти 1785 року і пояснювалася прагненням Катерини II створити в Росії, за прикладом французького «третього стану», особливий спадковий стан, «середній рід людей», як торгово-промислового класу населення. На думку Катерини II, будь-яке суспільство неодмінно повинно було складатися з трьох груп: дворянства, середнього роду і хліборобів. На першому лежала служба на захист Вітчизни та участь у здійсненні правосуддя; заняття тієї чи іншою галуззю промисловості або торгівлі було б безглуздим для осіб з дворянською гідністю. Що стосується селянина, то заняття торгівлею і промислами йому було «не властиво, з тієї простої причини, що його жереб є обробляти землю, плодами якої живляться всякого стану люди». При такому погляді на громадську організацію, роль людей «середнього роду» вимальовувалася зовсім ясно. «До цього роду людей зарахувати треба всіх тих, котрі не були дворянами, ні хліборобами, вправляються в мистецтві, в науках, в торгівлі, в мореплаванні та ремеслах». В іншому місці наказу на питання: «що є місто і хто складає суспільство того міста», давалася відповідь: «в містах живуть міщани, які вправляються в ремеслах, в торгівлі, в мистецтві і науках». Визнаючи виняткове призначення міста — давати їх жителям «способи придбання майна за допомогою торгівлі, промислів, рукоділля й ремесел і тим множити доходи державні», грамотою 1785 р. вбачала саме в такому призначенні міст підставу зробити з міських обивателів «відмінний спадковий стан», характерними рисами якого повинні бути «працьовитість і ґречність», тоді як якостями дворянського стану були «чеснота і заслуги».
До реформ Олександра II міський стан становив щось на зразок особливої корпорації, якій надавалося завідування міськими справами та господарством. Участь у міських виборах обумовлювалася приналежністю до одного з розрядів міського стану. Особи дворянського або духовного звання могли мати в місті власність, нести різні повинності на користь міста, але, попри це, не користувалися правом участі в міському управлінні. Міський житель взагалі та громадянин (або міський обиватель особливо) були абсолютно різними поняттями.
Наступні узаконення ввели обивателів до складу міського товариства, поряд з особами, зарахованими за законом до середнього стану людей, також й осіб інших станів, які володіли у межах міста нерухомою власністю та несли з неї повинності на користь міста. Для м. Петербурга це було узаконено в 1846 р., трохи пізніше — для Москви і Одеси.
Згідно з реформою 1870 р. міське положення остаточно усунуло з устрою міського управління становий принцип як не тільки незручний, але і прямо шкідливий для успіху міста. Право на звання «міських обивателів» втратило будь-який сенс у Росії, ставши насправді приналежністю всіх постійних жителів міста, котрі володіли в ньому власністю, в розмірі необхідному за законом Росії. Таким чином, збережені в законі постанови про міський стан були позбавлені будь-якого практичного значення та стали мати лише історичний інтерес.

## У СРСР
Через вплив комуністичної пропаганди Росії після 1917 р. набуло негативного значення щодо громадян позбавлених сучасних суспільних поглядів, котрі живуть міщанськими інтересами «старого» суспільства до періоду встановлення радянської влади у 1917 р.. Тотожнє поняттю «бюргер» (буржуа) стосовно зневажливого ставлення радянських журналістів до міських обивателів, городян, громадян Західної Європи. Негативне значення терміна обиватель є похідним.